# Matthias Knauff
Matthias Knauff (* 21. Februar 1978 in Leipzig) ist ein deutscher Rechtswissenschaftler, Hochschullehrer und Richter.

## Leben
Knauff absolvierte 1996 sein Abitur und anschließend den Wehrdienst. 1997 nahm er das Studium der Rechtswissenschaften und zusätzlich ein Begleitstudium im Europäischen Recht zum LL.M. Eur. an der Universität Würzburg auf. Er bestand 2002 das Erste Juristische Staatsexamen und war anschließend als Wissenschaftlicher Mitarbeiter bei Eckhard Pache in Würzburg tätig. Dort erfolgte 2004 seine Promotion zum Doktor der Rechte mit der Dissertation Der Gewährleistungsstaat: Reform der Daseinsvorsorge. Eine rechtswissenschaftliche Untersuchung unter besonderer Berücksichtigung des ÖPNV. Nach dem Referendariat und dem Zweiten Juristischen Staatsexamen kehrte er als Wissenschaftlicher Mitarbeiter, nun bei Helmuth Schulze-Fielitz, an die Würzburger Universität zurück. Dort habilitierte er sich 2009 mit der Arbeit Der Regelungsverbund: Recht und Soft Law im Mehrebenensystem. Anschließend übernahm er als Privatdozent Lehrstuhlvertretungen an den Universitäten Würzburg, Freiburg und München.
Knauff erhielt 2011 einen Ruf an die EBS Universität für Wirtschaft und Recht. Dort wurde er Inhaber des Lehrstuhls für Öffentliches Recht, insbesondere deutsches und europäisches öffentliches Wirtschaftsrecht. 2013 folgte er einem weiteren Ruf als ordentlicher Professor auf den Lehrstuhl für Öffentliches Recht, insbesondere Öffentliches Wirtschaftsrecht, an die Friedrich-Schiller-Universität Jena. Er wurde dort zugleich stellvertretender Vorsitzender des Hellmuth-Loening-Zentrums für Staatswissenschaften Jena e. V. sowie geschäftsführender Direktor des Instituts für Energiewirtschaftsrecht an der Friedrich-Schiller-Universität Jena – Kompetenzzentrum für Technik, Wirtschaft, Recht – e. V.
Knauff gehörte 2014 zu den Gründern der Forschungsstelle für Verkehrsmarktrecht und wurde 2016 zum Richter am Vergabesenat des Thüringer Oberlandesgerichts ernannt. Seit 2023 ist er Mitglied des Wissenschaftlichen Beirats beim Bundesminister für Digitales und Verkehr.

## Werke (Auswahl)
- mit Manfred Baldus (Hrsg.): Landesrecht Thüringen. Studienbuch, Nomos, Baden-Baden 2018, ISBN 978-3-8487-2649-3.
- Öffentliches Wirtschaftsrecht: Einführung, Nomos, Baden-Baden 2015, ISBN 978-3-8252-4383-8.
- mit Burkhard Schöbener: Allgemeine Staatslehre, Beck, München 2013, ISBN 978-3-406-63896-1.
- Der Regelungsverbund: Recht und Soft Law im Mehrebenensystem, Mohr Siebeck, Tübingen 2010, ISBN 978-3-16-150426-6.
- Der Gewährleistungsstaat: Reform der Daseinsvorsorge, Duncker & Humblot, Berlin 2004, ISBN 978-3-428-11543-3.
- Dispositionsfreiheiten öffentlicher Auftraggeber nach der Ausschreibung öffentlicher Aufträge: Vorgaben des europäischen und des europäisierten deutschen Vergaberechts unter Berücksichtigung der EU-Vergaberechtsreform, Nomos, Baden-Baden 2004, ISBN 978-3-8329-0892-8.